# روپرت سوامس
روپرت سوامس (انگلیسی: Rupert Soames) (زاده ۱۸ مه ۱۹۵۹) کارآفرین، بازرگان و مدیر ارشد اجرایی بریتانیایی است، که در حال حاضر به‌عنوان مدیر عامل اجرایی گروه سرکو فعالیت می‌کند.